# Wybory prezydenckie w Turkmenistanie w 1990 roku
Wybory prezydenckie w Turkmenistanie w 1990 roku odbyły się 27 października. Jedynym kandydatem był dotychczasowy prezydent Saparmyrat Nyýazow, który wygrał otrzymując 98,3% głosów. Frekwencja wyniosła 96,7%.

## Wyniki
| Kandydat           | Partia                                | Głosy     | %    |
| ------------------ | ------------------------------------- | --------- | ---- |
| Saparmyrat Nyýazow | Komunistyczna Partia Turkmeńskiej SRR | 1,716,278 | 98,3 |
| Przeciw            | Przeciw                               | 29,790    | 1,7  |
| Głosy nieważne     | Głosy nieważne                        | 307       | –    |
| Razem              | Razem                                 | 1 746 375 | 100  |